# Sender Stadthagen
Der Sender Stadthagen ist eine Sendeanlage des Norddeutschen Rundfunks für Hörfunk auf dem Bückeberg bei Stadthagen. Der 123 Meter hohe abgespannte Sendemast wurde 1989 erbaut.

## Frequenzen und Programme

### Analoger Hörfunk (UKW)
Die folgenden UKW-Rundfunkprogramme werden verbreitet:
| Frequenz (MHz) | Programm            | RDS PS            | RDS PI                | Regionalisierung | ERP (kW) | Antennen- diagramm rund (ND)/ gerichtet (D) | Polarisation horizontal (H)/ vertikal (V) |
| -------------- | ------------------- | ----------------- | --------------------- | ---------------- | -------- | ------------------------------------------- | ----------------------------------------- |
| 91,3           | N-Joy               | _N-JOY__          | D385                  | –                | 1        | D (300-140°)                                | H                                         |
| 98,2           | NDR Info            | NDR_Info          | D384                  | –                | 1        | D (300-140°)                                | H                                         |
| 100,8          | NDR 1 Niedersachsen | NDR1_HAN NDR1_NDS | D481 (regional), D381 | Hannover         | 25       | ND                                          | H                                         |
| 102,6          | NDR 2               | _NDR_2__          | D382                  | –                | 25       | ND                                          | H                                         |
| 104,4          | NDR Kultur          | NDR_Kult          | D383                  | –                | 25       | ND                                          | H                                         |
| 106,1          | Deutschlandfunk     | __Dlf___          | D210                  | –                | 1        | D (300-140°)                                | H                                         |

### Digitales Radio (DAB / DAB+)
Digitaler Hörfunk im DAB+-Standard wird seit dem 24. Oktober 2019 in vertikaler Polarisation im Gleichwellennetz (Single Frequency Network) mit anderen Sendern ausgestrahlt. Ergänzend zum Programmangebot des Norddeutschen Rundfunks ist das private Angebot im regionalen Multiplex am 13. Juli 2023 hinzugekommen.
| Block                          | Programme | ERP (kW) | Antennendiagramm rund (ND)/ gerichtet (D) | Gleichwellennetz (SFN) |
| ------------------------------ | --- | -------- | ----------------------------------------- | --- |
| 7A NDR NDS (D__00392)          | DAB+ Block des Norddeutschen Rundfunks - NDR 1 NDS HAN (Hannover) (104 kbps) - NDR 2 NDS (104 kbps) - NDR Kultur (104 kbps) - NDR Info NDS (104 kbps) - N-Joy (104 kbps) - NDR Blue (104 kbps) - NDR Schlager (104 kbps) - NDR Info Spezial (104 kbps) - NDR BWS (16 kbps) - ARD TPEG (16 kbps)                                                                                          | 10       | D (310-190°)                              | Alfeld (Reuberg), Bad Pyrmont (R), Celle (R), Hannover (Telemax), Hildesheim (Sibbesse), Hohe Egge (Süntel), Linsburg (Grinderwald), Stadthagen, Unterlüß (Südheide) |
| 9C NI WESERBLND K9C (D__00536) | DAB-Block der Media Broadcast: - 89.0 RTL (96 kbps) - Antenne Niedersachsen (72 kbps) - Antenne Schlager (72 kbps) - bigFM (72 kbps) - Jam FM (72 kbps) - Meer Radio (72 kbps) - Oldie Antenne (72 kbps) - Radio 21 (Weser) (72 kbps) - Radio Bollerwagen (72 kbps) - radio ffn (72 kbps) - Radio Mittelweser (72 kbps) - Radio Osnabrück (Weser) (72 kbps) - The Wolf (Weser) (72 kbps) | 10       | D (340-190°)                              | Stadthagen/Bückeberge |

### Digitales Fernsehen (DVB-T)
Der Norddeutsche Rundfunk hat die Sender Stadthagen und Rinteln im Zuge der Umstellung auf DVB-T2 HD am 25. April 2018 außer Betrieb genommen und verzichtet damit in Teilen der Regionen Schaumburg und Hameln auf die terrestrische Empfangbarkeit der eigenen Multiplexe. Bereits am 10. November 2016 wurde der Standort aus dem Gleichwellennetz der Region Hannover/Braunschweig gelöst und die Ausstrahlung des ARD-Bouquets vom NDR auf Kanal 47 beendet. Die Versorgung dieses Gebiets mit Fernsehprogrammen im DVB-T2-Standard ist weitgehend über den Sender Minden (Jakobsberg) sichergestellt (WDR- und ZDF-Angebot). Das Landesprogramm Hallo Niedersachsen des NDR-Fernsehens wird seitdem nicht mehr zugunsten der Lokalzeit Südwestfalen unterbrochen, was ein wichtiger Grund für die DVB-T-Ausstrahlungen vom Sender Stadthagen war.
ehemaliges DVB-T-Programmangebot:
| Kanal   | Frequenz (MHz) | Multiplex                        | Programme im Multiplex | ERP (kW) | Antennen- diagramm rund (ND)/ gerichtet (D) | Polarisation horizontal (H)/ vertikal (V) |
| ------- | -------------- | -------------------------------- | --- | -------- | ------------------------------------------- | ----------------------------------------- |
| 36 (39) | 594 (618)      | ARD regional (NDR) Niedersachsen | - NDR Fernsehen (Niedersachsen) - WDR Fernsehen (Köln) / NDR FS SH - MDR Fernsehen (Sachsen-Anhalt) / NDR FS MV - hr-fernsehen / NDR FS HH | 20       | D                                           | H                                         |
| 47      | 682            | ARD Digital (NDR)                | - Das Erste (NDR) - arte - Phoenix - tagesschau24                                                                                          | 20       | D                                           | H                                         |

Sendeparameter: Modulationsverfahren: 16-QAM, Videokompression: MPEG-2, FEC: 2/3, Guardintervall: 1/4, Bitrate: 13,27 MBit/s

SFN mit Braunschweig-Broitzem, Braunschweig-Innenstadt, Hannover (Telemax), Hannover-Hemmingen, Hildesheim (Sibbesse), Wildemann

### Analoges Fernsehen
Bis zur Umstellung auf DVB-T am 29. Mai 2006 wurde folgendes Programm in analogem PAL gesendet:
| Kanal | Frequenz (MHz) | Programm        | ERP (kW) | Sendediagramm rund (ND)/ gerichtet (D) | Polarisation horizontal (H)/ vertikal (V) |
| ----- | -------------- | --------------- | -------- | -------------------------------------- | ----------------------------------------- |
| 47    | 679,25         | Das Erste (NDR) | 100      | D                                      | H                                         |